# واسپ (رصدگر)
واسپ (به انگلیسی: Wide Angle Search for Planets-WASP) یک سازمان علمی بین‌المللی است که سال‌هاست با هدف پوشش کل آسمان (تا قدر سیزدهم) به جستجوی سیاره‌های فراخورشیدی می‌پردازد. این نام از کوتاه‌سازی گفتهُ «جستجوی گسترده برای یافتن سیاره‌ها» به دست آمده و اگر در درست‌نویسی سخت‌گیری نکنیم به معنی زنبور است.
واسپ دارای دو رصدگر یا تلسکوپ رباتیک است. واسپ بزرگ شمال (به انگلیسی Super WASP) در رصدخانهٔ صخرهٔ بچه‌ها (به اسپانیایی: Observatorio del Roque de los Muchachos,-ORM)، در لا پالما، از جزایر قناری، در اسپانیا قرار دارد و واسپ جنوب در رصدخانه آفریقای جنوبی (به انگلیسی: South African Astronomical Observatory) در کیپ تاون است.
در بیست و ششم سپتامبر ۲۰۰۶ این تیم از یافتن ۲ سیارهُ فراخورشیدی خبر داد. سیارهُ اول که از ستارهُ خود شش میلیون کیلومتر دور است و هر دو روز و نیم یک بار به گرد ستاره‌اش می‌چرخد؛ واسپ ۱بی (به انگلیسی: WASP-1b) نام‌گذاری شد. سیارهُ دوم با دوری ۴٫۵ میلیون کیلومتری از ستاره‌اش واسپ ۲بی (به انگلیسی: WASP-2b) نامیده شد. این سیاره هر دو روز یک بار بر گردِ ستارهُ خود می‌چرخد. از آن زمان تا کنون واسپ توانسته سیاره‌های فراخورشیدی زیادی را پیدا کرده و بنام خود ثبت کند.

## گردانندگان
واسپ توسط یک کنسرسیوم از موسسات فناوری و دانشگاهی (هشت دانشگاه) اداره و گردانده می‌شود. دانشگاه‌هایی مانند: دانشگاه سنت‌اندروز٫ دانشگاه آزاد انگلستان٫ دانشگاه کمبریج٫ دانشگاه کوئینز بلفاست٫ دانشگاه وارویک و سازمان‌هایی مانند: انستیتوی اخترفیزیک جزایر قناری (به اسپانیایی: Instituto de Astrofísica de Canarias) و گروه تلسکوپی اسحق نیوتون و بسیاری دیگر در این پروژه همکاری دارند.

## کار ابزار و روش بررسی
این دو رصدگر همواره رو به آسمان دارند و تقریباً در هر دقیقه مجموعه‌هایی از نگاره‌هایی را تهیه می‌کنند. اندازهُ داده‌ها هر شب تا صد هزار گیگا بیت می‌رسد. هر رصدگرِ واسپ شامل آرایه‌ای است که از هشت کانن ۲۰۰ میلی‌متری با لنز f۱۰۸ و کیفیت بالای ۲۰۴۸ × ۲۰۴۸ پیکسل CCDs درجه علمی انتخاب شده، با استفاده از iKon-L است که با بهره‌گیری از فناوری آندور ساخته شده است. ویژگی‌های لنزهای کانن توان پوششی بسیار بالای ۴۹۰ درجه مربع در هر نگاه را به هر رصدگر داده است.
روشنی هر ستاره در هر نگارهُ رسیده از واسپ اندازه‌گیری می‌شود و با پیدا شدن کاهش بسیار اندکی از روشنیِ ستاره؛ بررسی‌های دقیقی برای روشن‌سازی این پرسش؛ که آیا گذرِ سیاره‌ای سبب این کاهش بسیار جزئی در روشنائی بوده یا نه، آغاز می‌شود. این روش جستجو برای یافتن سیاره‌های فراخورشیدی روش گذر نام گرفته که یکی از روش‌های یافتن سیاره‌های فراخورشیدی است.